# Children of the Gods (Zvezdna vrata SG-1)
Children of the Gods (Otroci bogov) je pilotna epizoda znanstvenofantastične serije Zvezdna vrata SG-1.
Jack O'Neill se z ekipo skozi zvezdna vrata vrne na Abydos, kjer jim težave povzročjo neprijazni vesoljci. Ti kmalu ugrabijo Danielovo ženo Sha're in mladega dečka Skaara. O'Neill in Daniel se poženeta v lov za njimi in skupaj s skupino vojakov jih izsledita na planetu Chulak. Tam spoznata, da za Sha're ni več rešitve, zato morata pred zlobnimi prebivalci planeti rešiti sebe in Skaara.